# ジシアンジアミジン
| ジシアンジアミジン | ジシアンジアミジン                                                  |
| ------------------ | ------------------------------------------------------------------- |
| ジシアンジアミジン |                                                                     |
| IUPAC名            | カルバムイミドイル尿素                                              |
| 別名               | ジシアノジアミジン グアニル尿素 アミジノ尿素 カルバモイルグアニジン |
| 分子式             | C2H6N4O                                                             |
| 分子量             | 102.10                                                              |
| CAS登録番号        | 141-83-3                                                            |
| 形状               | 無色固体                                                            |
| 融点               | 103–105 °C                                                          |
| SMILES             | NC(NC(N)=N)=O                                                       |

ジシアンジアミジン (dicyandiamidine) とは有機化合物の一種。グアニジン構造と尿素構造を持ち、さまざまな金属とキレート錯体を作る配位子として用いられる。グアニル尿素、カルバモイルグアニジン、アミジノ尿素などの別名を持つ。
ジシアンジアミジンは、融点が 103–105 ℃、分解点が 160 ℃ の無色柱状晶。水、熱エタノール、ピリジンに可溶、エーテル、クロロホルム、ベンゼン、二硫化炭素に不溶である。
塩基性のため、無機酸およびカルボン酸と安定な塩を作る。
キレート配位子としてはたらき、銅、ニッケルとそれぞれ赤、黄色の特徴ある錯体塩を形成する。
これを利用してコバルト、銅、ニッケルの検出、定量などの分析用試薬として使われる。